# Alain de Pouzilhac
Alain Duplessis de Pouzilhac, plus connu sous le nom Alain de Pouzilhac, est un publicitaire français né le 11 juin 1945 à Sète. Il a travaillé au long de sa carrière dans la publicité et la communication. Il a été président-directeur général de la Société de l'audiovisuel extérieur de la France et président de TV5 Monde de 2008 à 2012.
Il a également été le président du club de rugby du RC Narbonne de 1997 à 2001.

## Biographie
Alain Duplessis de Pouzilhac est issu d'une famille qui a reçu un titre de baron en 1818.
Il est originaire de Sète.
En 1968, il entre chez Publicis comme chargé de clientèle. L’année suivante il rejoint le groupe DDB qui vient d'arriver en France. Il  y est directeur de la clientèle jusqu'en 1975. En 1976, il intègre le groupe Havas au sein duquel il devient directeur général délégué de Havas Conseil. En 1982, il est promu directeur général de Havas Conseil qui devient la première agence française.
En 1985, Havas, qui a étendu les activités du groupe au plan européen,  entend accélérer son développement international. Se crée une coentreprise avec l'américain Young & Rubicam : Havas Conseil Marsteller Europe voit le jour et Alain de Pouzilhac en est le président-directeur général Europe. Il devient en 1987 membre du Conseil d'administration d'Eurocom, la société mère cotée en Bourse.
HCM devient le premier réseau en Europe et figure parmi les dix premiers à l'échelle mondiale. En 1989, Alain de Pouzilhac est nommé président-directeur général d'Eurocom. Au début des années 1990, la fusion initiée par Alain de Pouzilhac entre Eurocom et RSCG donne naissance à un véritable réseau mondial, Euro RSCG Worldwide, dont il est nommé PDG.
Il crée ensuite Havas Advertising en 1996, qui devient Havas en 2002.
À son départ, en juin 2005, Havas occupait la 6e place mondiale des groupes spécialisés dans la communication et l'expertise media, présent dans 88 pays avec un effectif d’environ 14 000 collaborateurs. Après son départ de Havas, il s'est battu en justice pour obtenir le versement d'une retraite de 32 600 euros par trimestre. Un parachute doré (estimé à environ 8 millions d'euros) lui avait néanmoins déjà été versé entre 2005 et 2006.
Avril 2006, Alain de Pouzilhac est aussi président du conseil de surveillance du groupe de casinos JOA, qui gère vingt-deux établissements.

## Audiovisuel
En décembre 2005, Alain de Pouzilhac est nommé président du directoire de la Chaîne française d'information internationale, CFII. La CFII est initialement une coentreprise entre TF1 et France Télévisions.
Le 20 février 2008, il est nommé par Nicolas Sarkozy, président de la Société de l'audiovisuel extérieur de la France : France 24 (CFII), RFI, participation française à TV5 Monde. Le directeur général de l'Audiovisuel extérieur de la France est Christine Ockrent, avec laquelle les tensions sont vives et aboutissent au départ de cette dernière.
Le 12 juillet 2012, il démissionne de la présidence de l'AEF,,.

## Sport
Alain de Pouzilhac est président du club de rugby du RC Narbonne durant la période 1997-2001 et permet au club de s'attacher les services de Pierre Berbizier en tant que manager sportif.
Il mène le club en finale du Bouclier européen en 2001, finale perdue en terre anglaise.

## Affaires
Alain de Pouzilhac a fait l'objet d'une plainte classée sans suite en 2010[Laquelle ?]. En novembre 2012, la Société Havas a perdu le procès[Lequel ?] qu'elle lui avait intenté en première instance, devant le tribunal de Nanterre.

## Engagement politique
Alain de Pouzilhac est cité par Nous Citoyens comme membre de son comité de soutien . Il est intervenu lors du meeting du 4 mars 2014 à Narbonne, aux côtés de Denis Payre.

## Distinction
- Chevalier de la Légion d'honneur (14 juillet 2006)[12]